# Épicéa commun
Picea abies · Épicéa commun, Épinette de Norvège
Espèce
Classification phylogénétique
Synonymes
- Pinus abies (L.)
- Pinus excelsa (Lam.)
- Abies picea (Mill.)
- Pinus picea (L.)
- Picea excelsa (Link.)
- Picea vulgaris (Link.)
- Picea alpestris (Stein.)
- Picea montana (Schur.)
- Picea rubra (A.Dietr.)
- Picea obovata (Ledeb.)

Statut de conservation UICN

 LC  : Préoccupation mineure
Monde, Europe, France
Répartition géographique
L’Épicéa commun (Picea abies (L.) H. Karst, 1881) est une espèce d’arbres résineux de la famille des Pinacées et du genre Picea originaire d'Europe.
Adapté aux climats froids et humides, l'Épicéa commun est naturellement présent en plaine dans les forêts boréales d'Europe septentrionale, dont il est une essence majeure, tandis qu'il n'est généralement présent de façon spontanée en Europe moyenne et méridionale qu'en montagne au-dessus de 400 m. Mais il a aussi été beaucoup planté hors de son aire, y compris à basse altitude en Europe moyenne, ainsi que dans le sud-est du Canada.
Il présente des cônes à port retombant, ce qui permet de le distinguer du Sapin pectiné.

## Dénominations
Sapinette, Épicéa du nord, Épicéa élevé, Épinette de Norvège, Épicéa à poix, Faux sapin, Pesse, Puce noire, Pin pleureur, Sapin du Nord, Sapin rouge, Sérente, Gentil sapin, Sapin de Noël.
Une forêt composée essentiellement d’épicéa est appelée « pessière ». Dans les Vosges, une plantation d'épicéas se nomme un « hagis ».

## Description

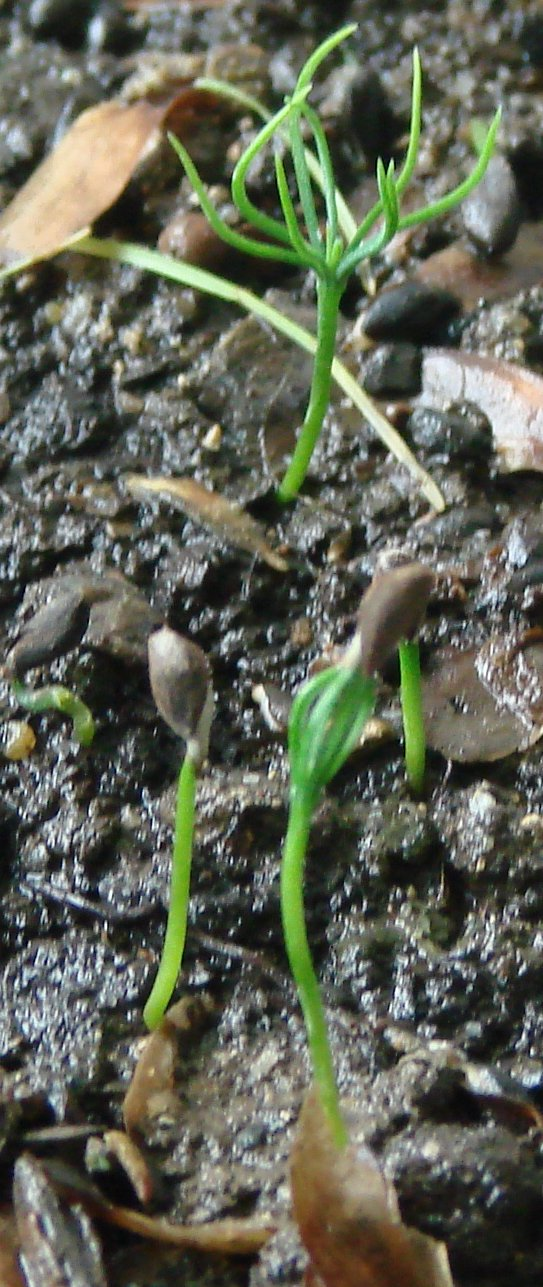
Jeunes Épicéas communs juste germés.
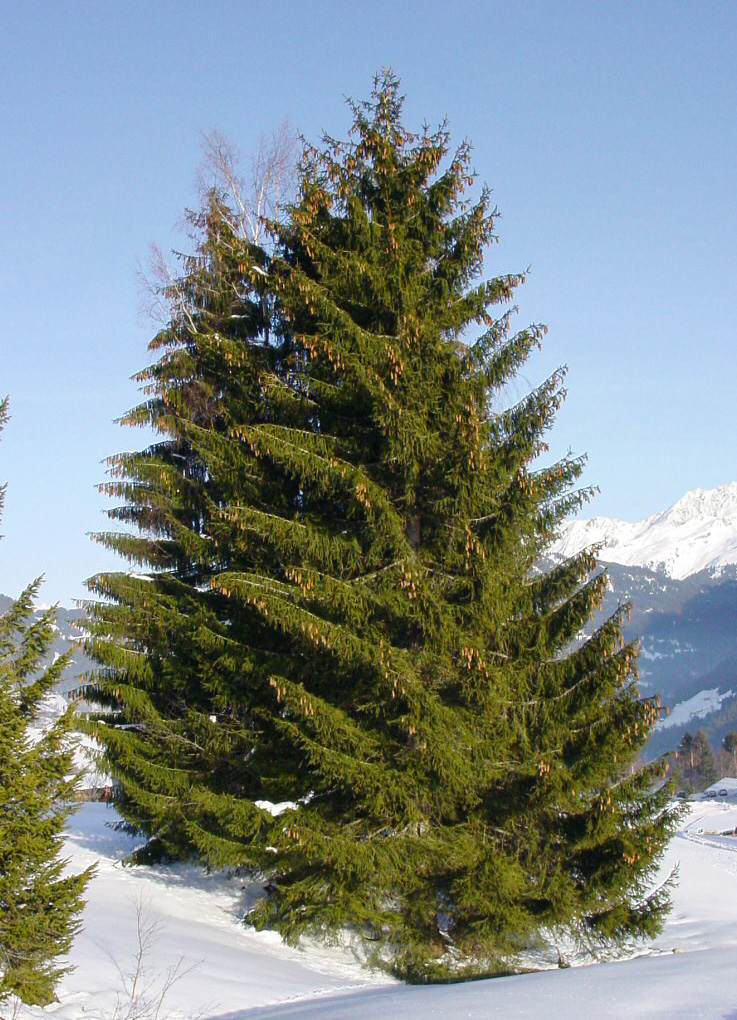
Épicéas au port typique, Bosnie.
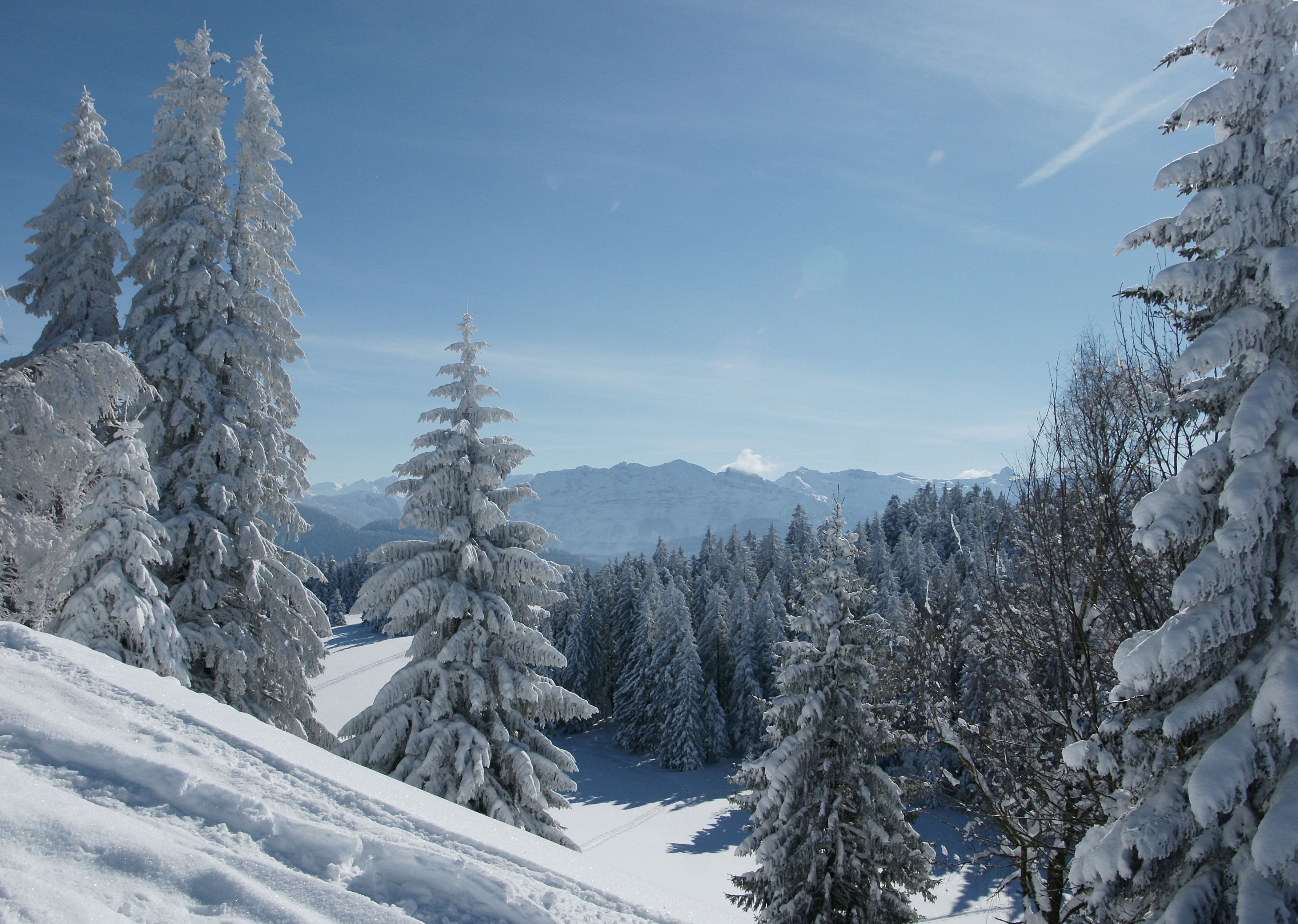
Épicéas enneigés en Autriche.
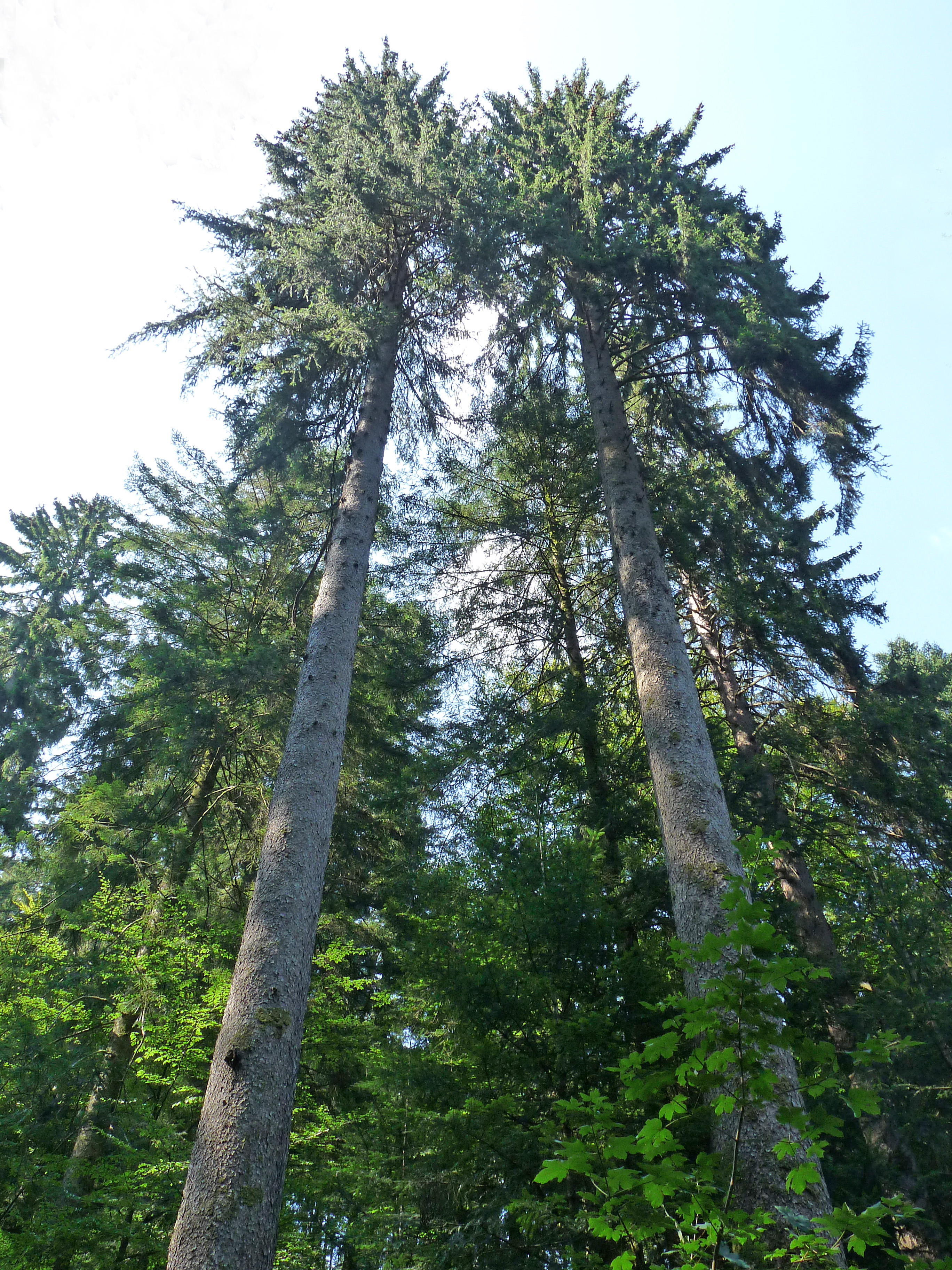
Très grands Épicéas âgés d'environ 190 ans, Vosges, France.
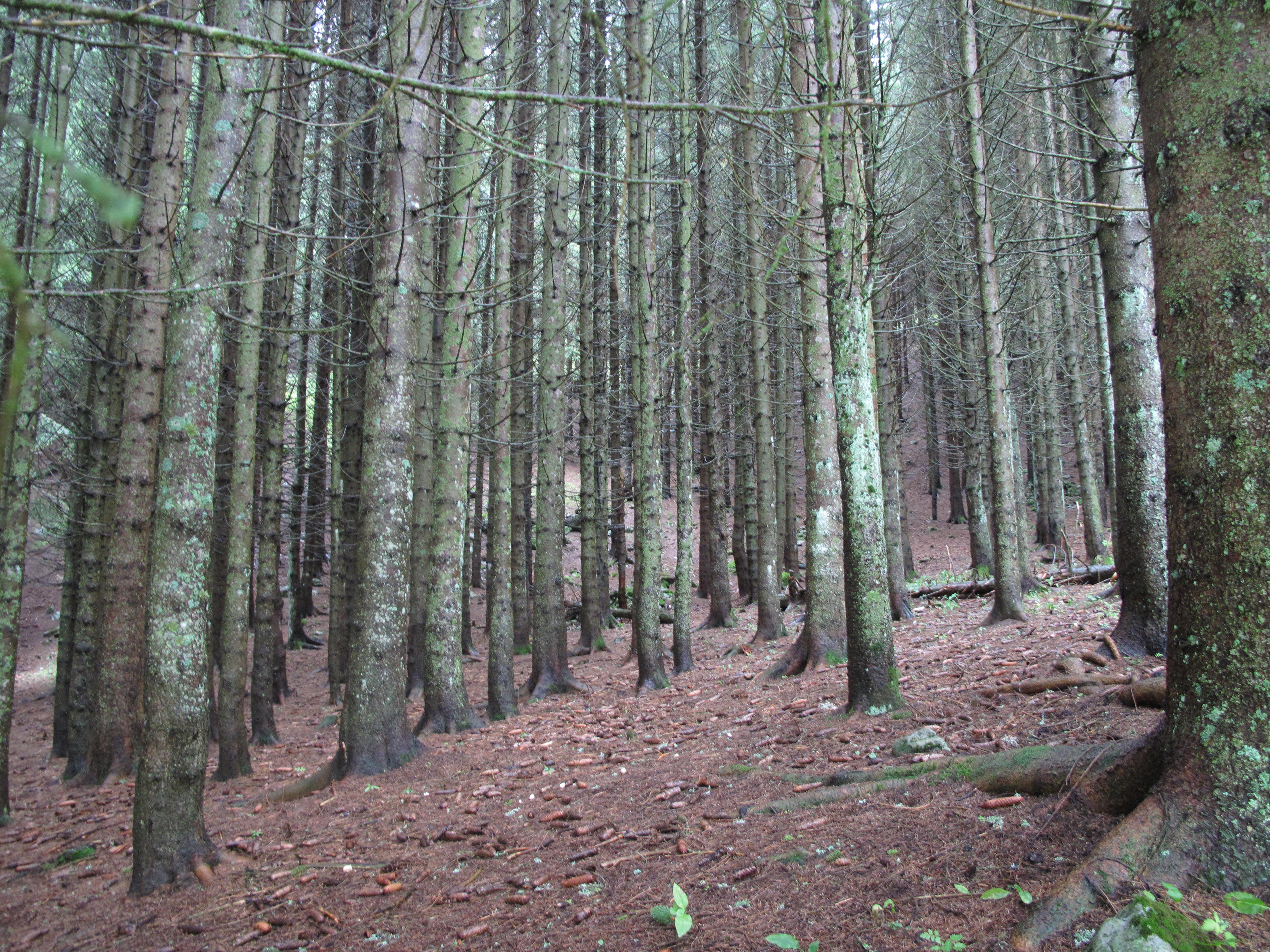
Sous-bois d'une pessière dense, Haute-Savoie, France.
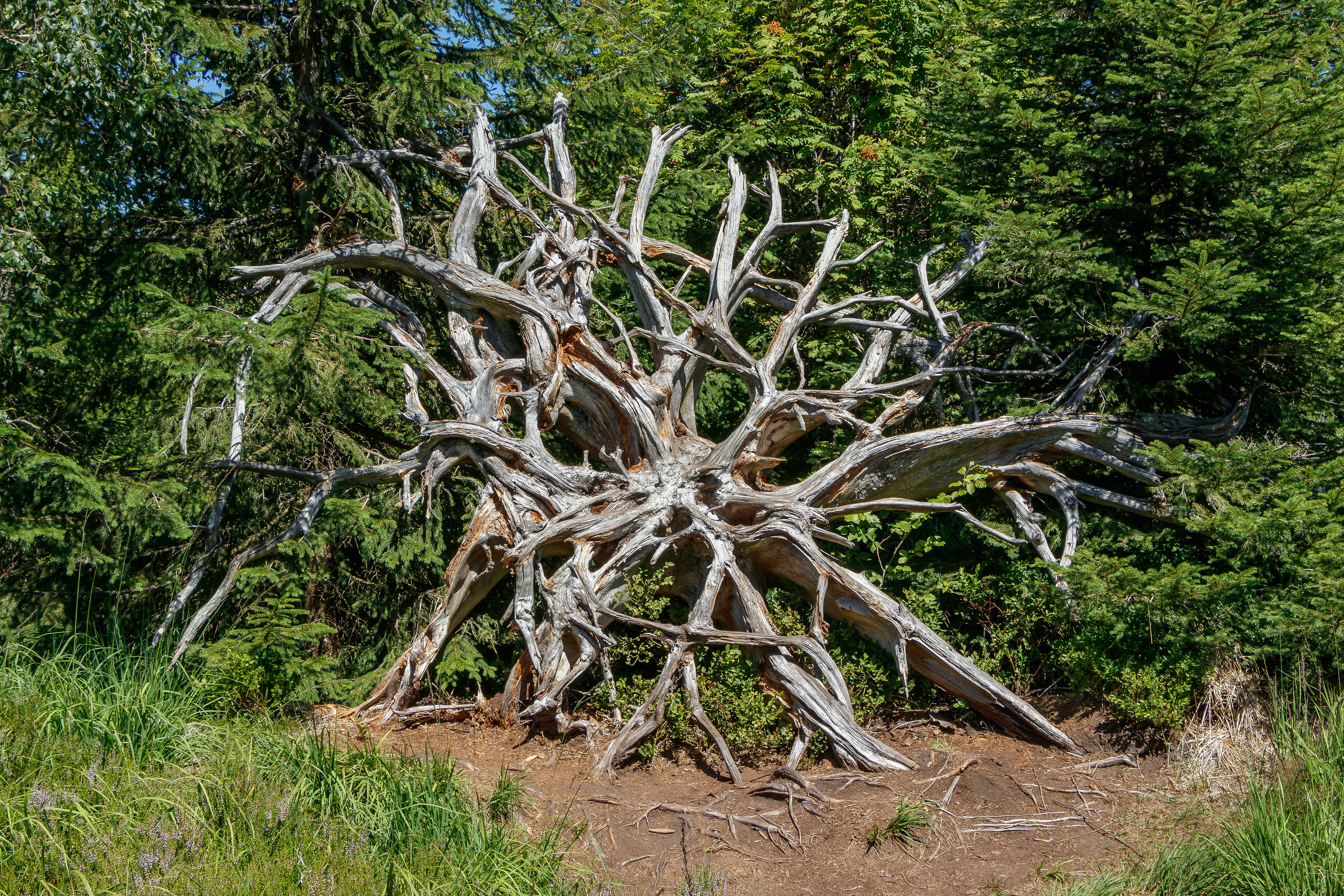
Racines d'un Épicéa commun, Forêt-Noire, Allemagne.
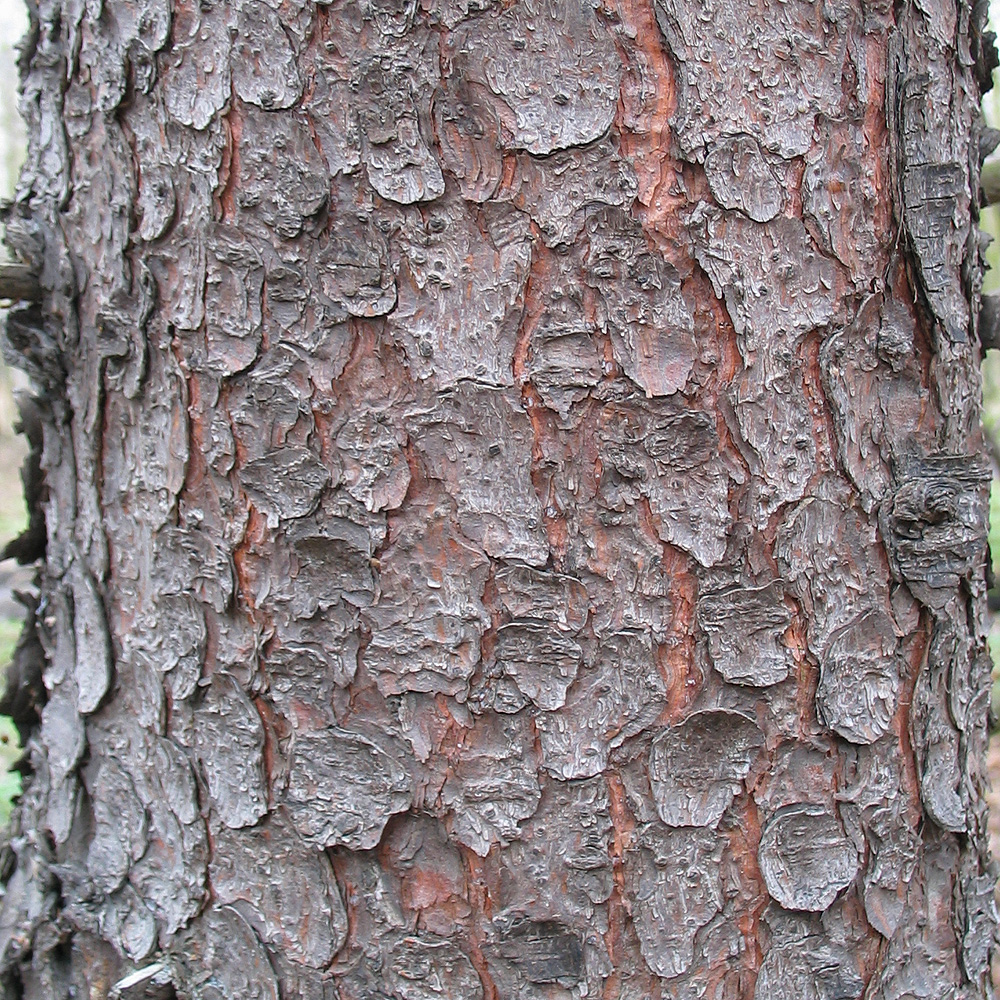
Jeune écorce d'Épicéa commun.
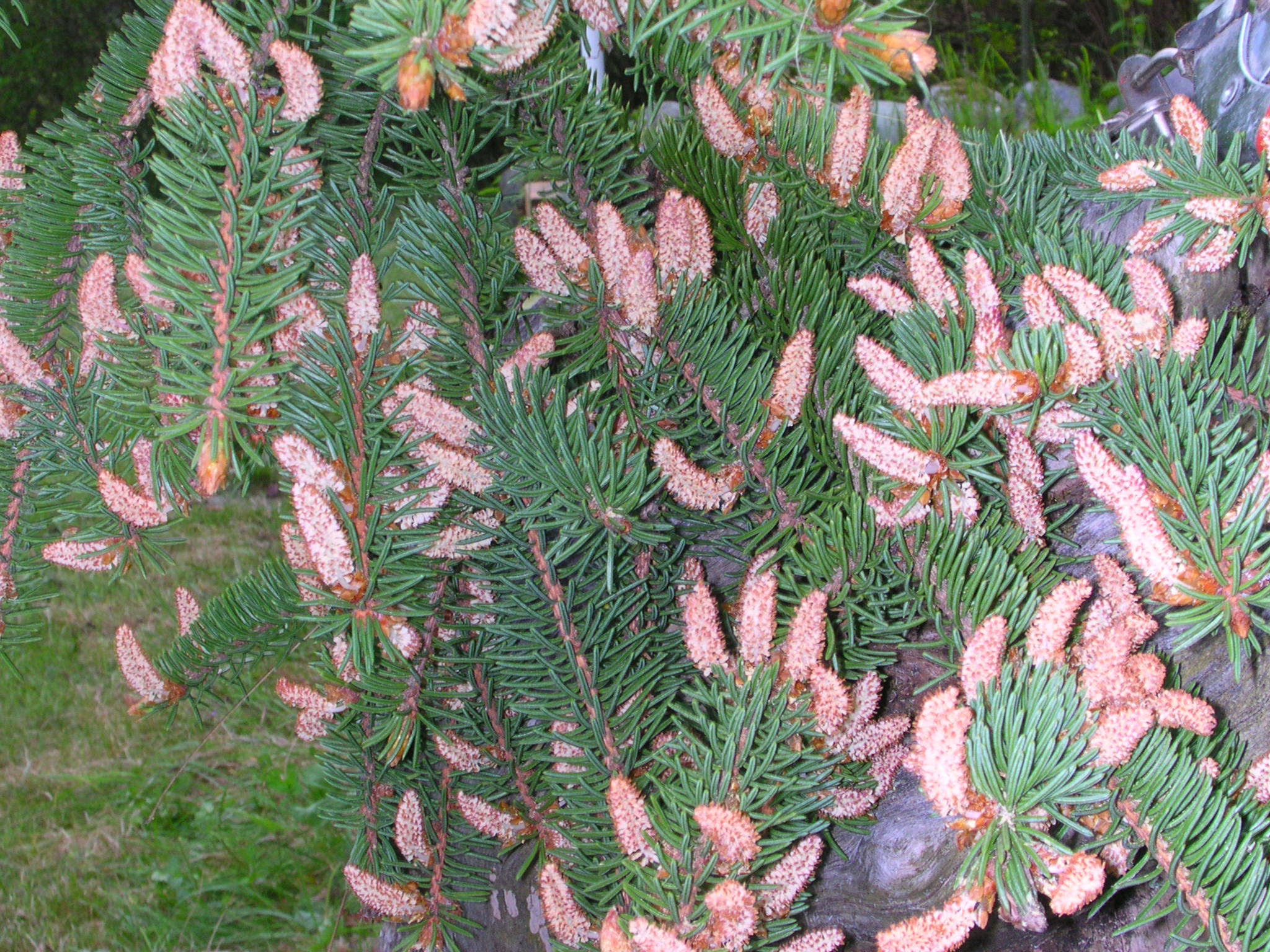
Cônes mâles.
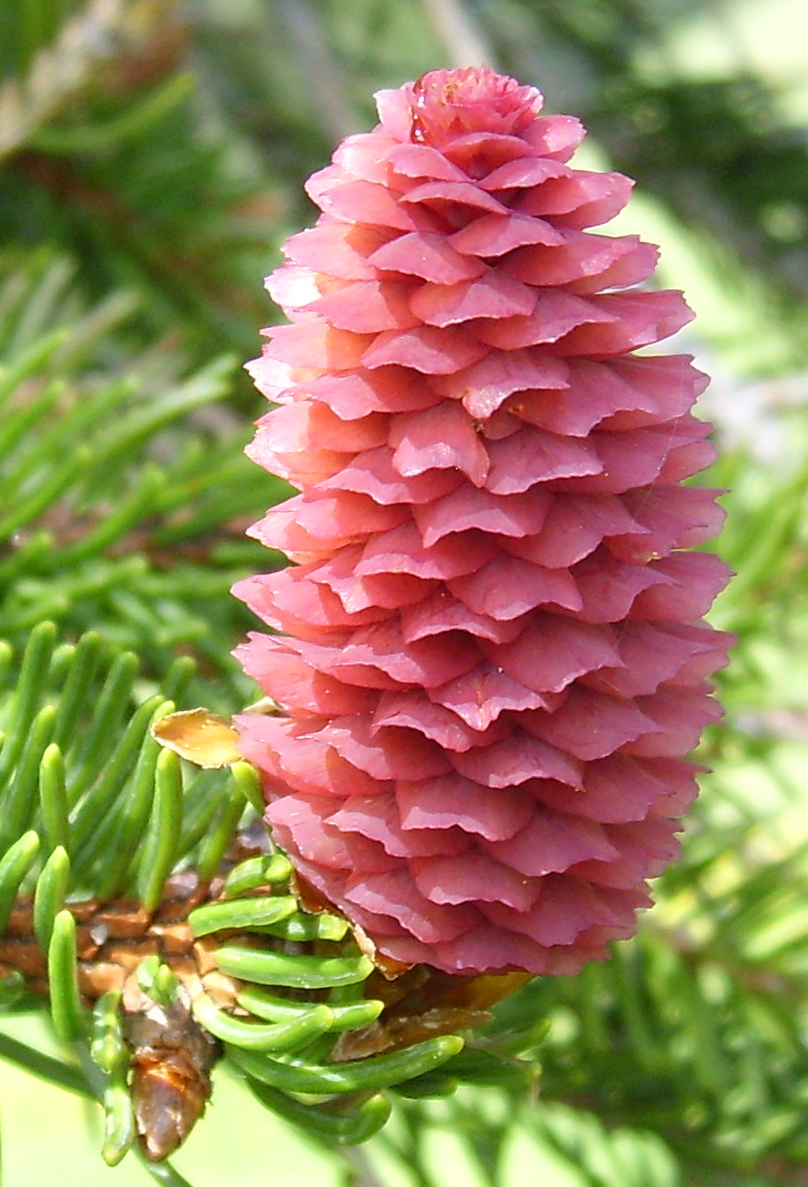
Cônes femelles immatures, variété rouge.
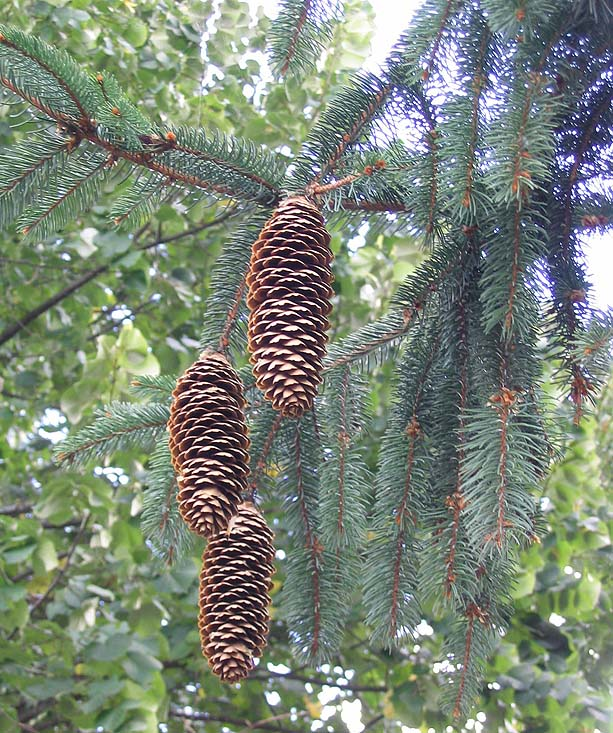
Cônes femelles mûrs.

### Dimensions
Cet arbre mesure généralement de 35 à 40 mètres de hauteur, mais il peut dépasser en bonne station 50 mètres ; certains spécimens mesurent 60 mètres en Europe de l’Est. Son tronc ne dépasse que rarement 1,5 m de diamètre.

### Durée de vie

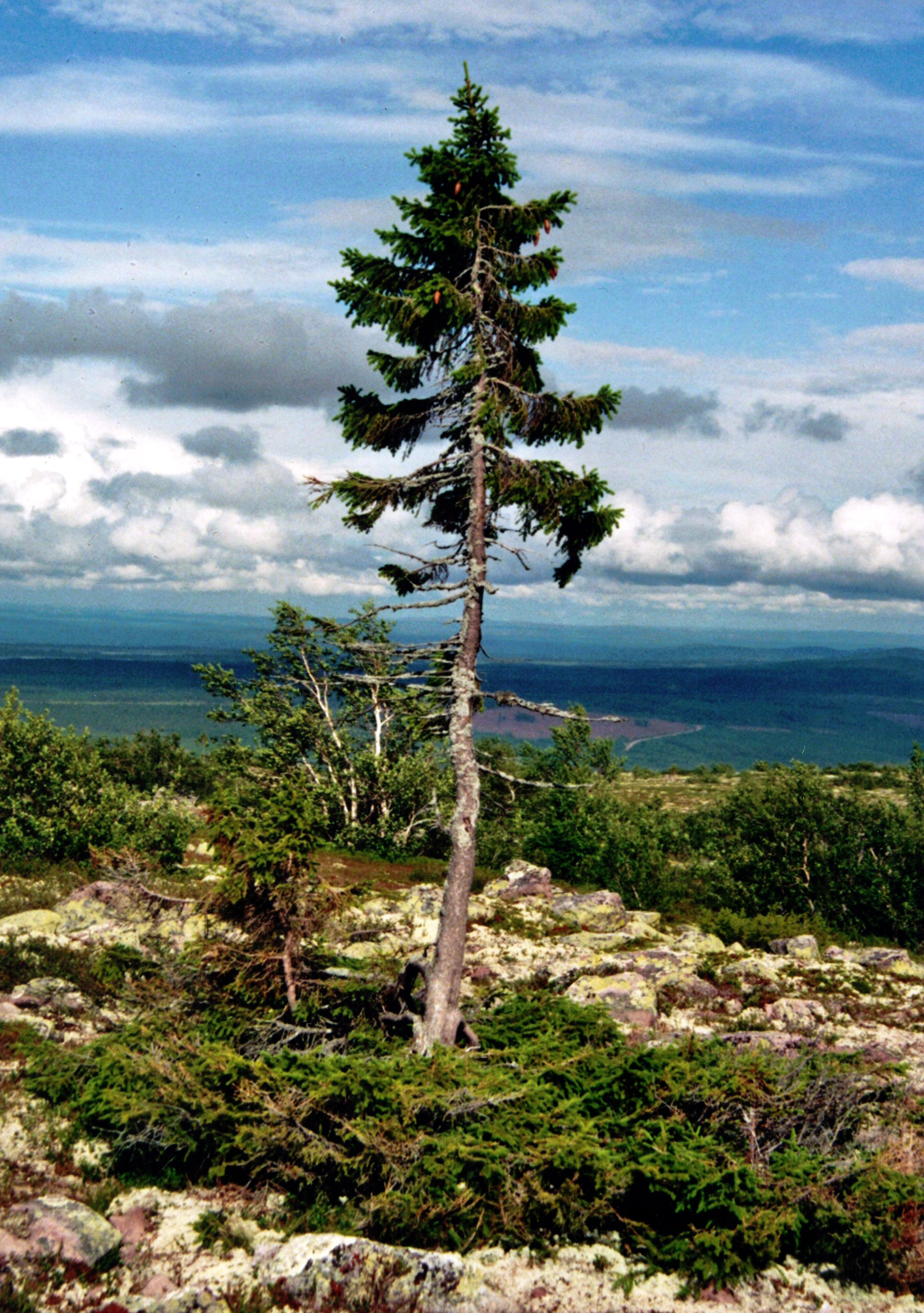
Old Tjikko.

L’Épicéa commun peut atteindre un âge de 500 ans dans son habitat primaire.
Le doyen des arbres sur Terre serait un épicéa commun baptisé Old Tjikko, découvert en Suède en 2004 à 950 mètres d’altitude, sur le flanc d’une colline culminant à 1 185 mètres. Il fait partie d'un bosquet d'épicéas très âgés qui mesurent à peine deux mètres de hauteur du fait des conditions très froides de la zone. Son âge a été évalué en 2008 au carbone 14 entre 7890 et 9 550 ans selon les sources, ,, tandis que ses voisins auraient plus de 5 000 ans. Le bosquet serait resté de petite taille jusqu'à l'élévation des températures due au réchauffement climatique. 
La longévité de l'épicéa viendrait de son système de régénération végétative très actif : les tiges, dont certaines ont 600 ans, sont automatiquement remplacées lorsqu'elles meurent.

### Caractères botaniques

#### Appareil végétatif
Le port de l'arbre est le résultat de différentes composantes : un tronc droit, une cime conique, large en basse altitude et étroite en haute altitude et en régions nordiques.
L'Épicéa commun possède un bois blanc, lustré, sans aubier distinct, doté de petits canaux résinifères odorants, et aux cernes nets. Son écorce est brun-rougeâtre, finement écaillée dans le jeune âge, devenant ensuite brun-gris et aux écailles plus épaisses qui se détachent de l'arbre par morceaux plus ou moins gros.
L'enracinement est traçant.
Les rameaux, de teinte brun-rouge, peuvent être longs et pendants (dits « en draperies ») ou courts et rigides (dits « en brosse »). Les aiguilles sont insérées sur le rameau au niveau d'un coussinet.
La croissance de l'Épicéa suit un rythme immuable : chaque année, le bourgeon terminal développe la tige principale, alors qu'à sa base un groupe de 6 bourgeons se développe en branches. On peut compter ces embranchements pour estimer l'âge de l'épicéa, mais aussi pour apprécier la fertilité du milieu : plus ils sont espacés, meilleures sont les conditions de croissance (de quelques cm à près d'un mètre par an).
Les aiguilles, solitaires, sont disposées en brosse sur le rameau. Elles sont piquantes et leur section transversale est quadrangulaire. De couleur vert foncé sur toutes les faces, elles mesurent entre 15 et 25 mm de longueur. Les stomates, blancs, sont uniformément répartis. Ces aiguilles sont persistantes et peuvent durer environ 5 à 7 ans[réf. nécessaire].

#### Appareil reproducteur

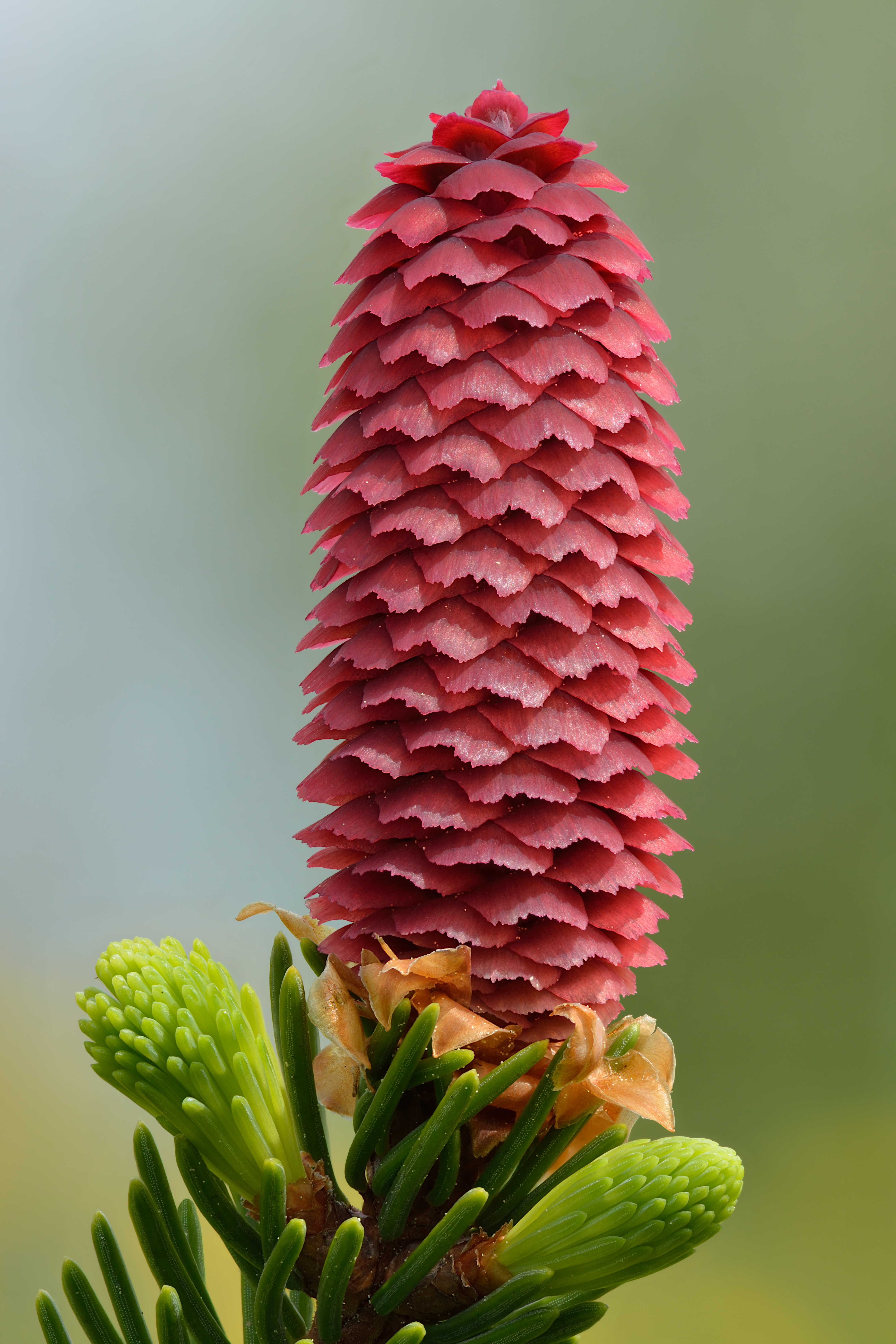
Cône femelle d'un Épicéa commun.

L'espèce est monoïque ; les cônes mâles et les cônes femelles sont distincts, mais tous deux présents sur chaque individu.
Les cônes mâles apparaissent sur le rameau de l’année précédente, en fuseaux ovales, jaune-orangé (15-25 mm)[réf. nécessaire].
Les cônes femelles apparaissent en position de bourgeon terminal. D'abord dressés, de couleur verte ou rouge-carmin (20-40 mm)[réf. nécessaire], ils deviennent pendants une fois fécondés. Ils deviennent alors bruns et grandissent jusqu'à atteindre entre 10 et 18 cm de longueur en septembre ou octobre. Les écailles sont losangiques, peu épaisses mais coriaces, et la forme de leur extrémité varie selon les races (arrondies ou en double-pointe). À maturité, les écailles s'écartent pour laisser tomber les graines, mais ne se désarticulent pas. Le cône finit par tomber en hiver.
Les graines sont petites, brunes, munies d’une membrane ailée, et le tout mesure environ 5-6 mm[réf. nécessaire].

### Espèces similaires
Facilement reconnaissable par son port, son feuillage et ses cônes, l’Épicéa commun est parfois confondu avec le Sapin blanc, avec qui il diffère cependant en de nombreux points. Par exemple, les aiguilles de l'Épicéa commun n'ont qu'une seule pointe à leur extrémité, tandis que le sapin blanc en arbore deux. Cette différence peut être vérifiée à l'œil nu, et surtout au toucher : l'Épicéa commun pique, pas le Sapin blanc. De plus, les aiguilles de l'Épicéa commun poussent tout autour des rameaux, en brosse, tandis que sur les rameaux stériles du Sapin blanc elles poussent dans un même plan, en peigne. Un autre moyen pour les distinguer est l'orientation des cônes : ceux des Épicéas descendent, alors que ceux du Sapin blanc montent. Le tronc de l'Épicéa est rougeâtre alors que celui du Sapin blanc est gris-clair. Enfin le port des sujets adultes est très différent : la cime du sapin est tabulaire avec des branches droites, celle de l'épicéa est conique avec des branches plutôt obliques et plus ou moins courbes.

## Répartition et habitat

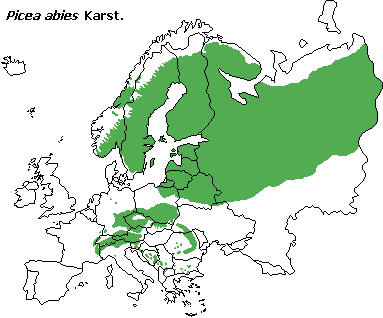
Aire de répartition naturelle.
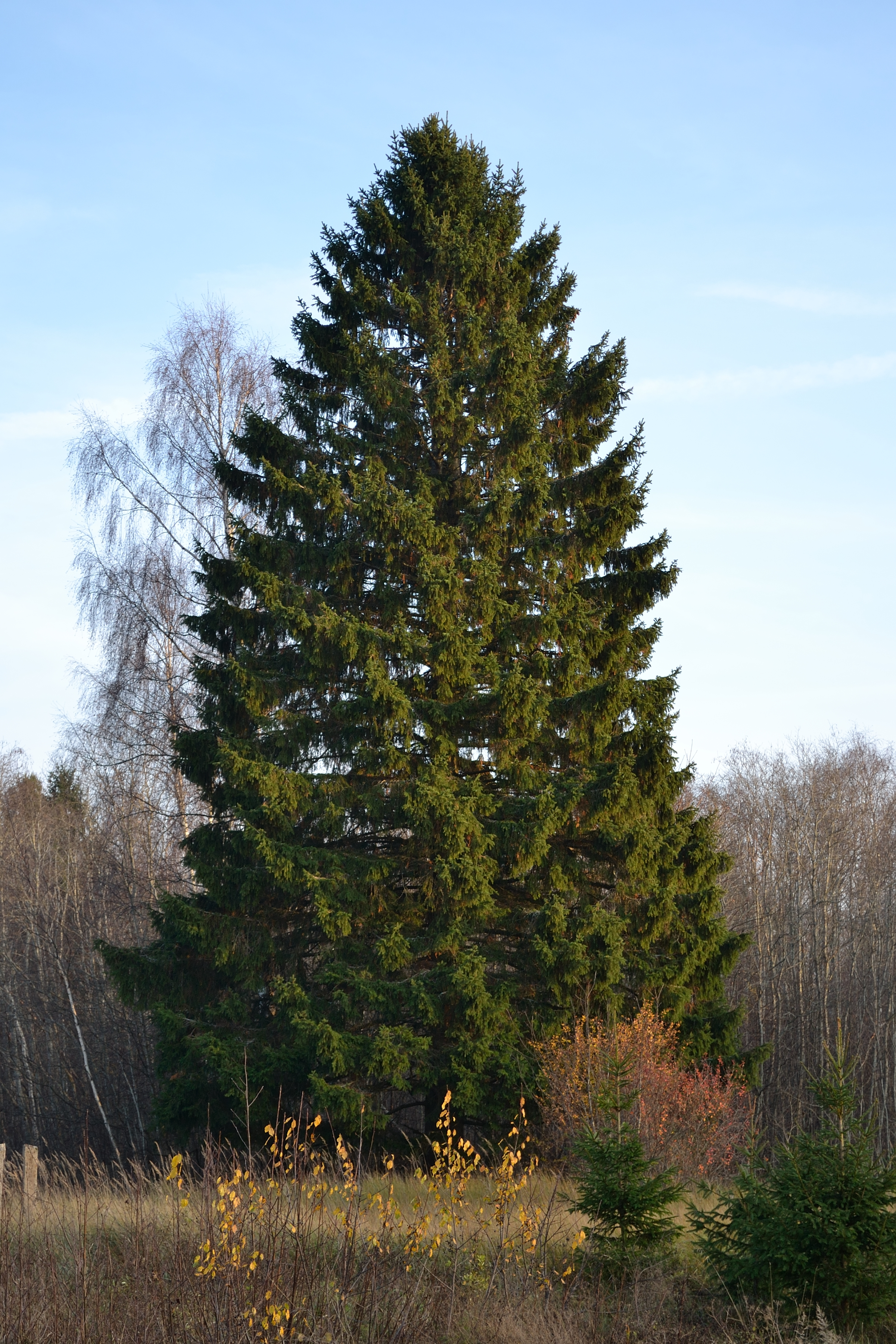
Un épicéa en Estonie.
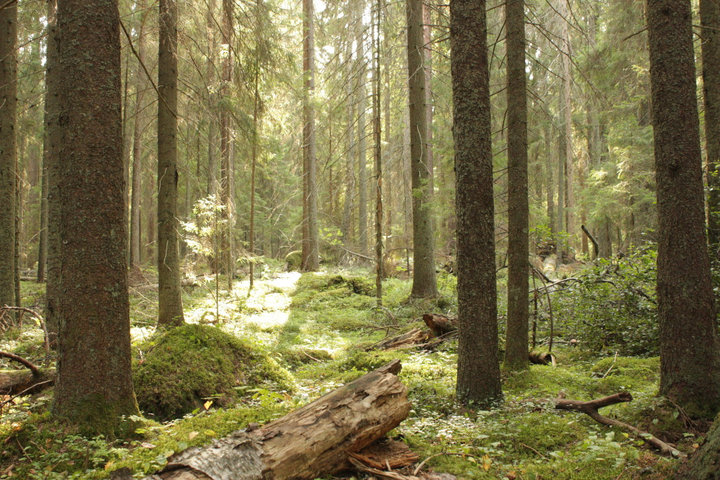
Sous-bois d'une pessière boréale de Finlande.
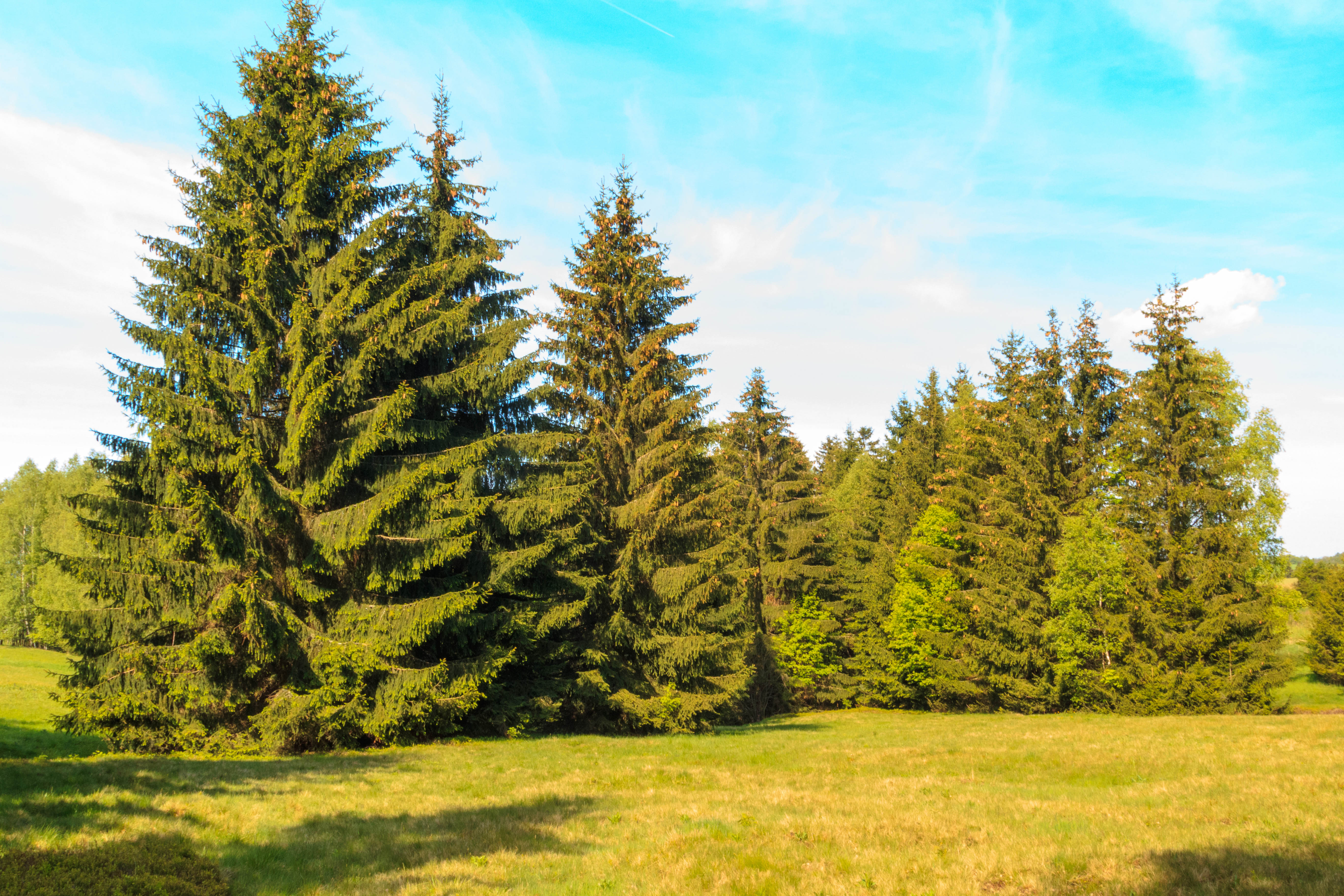
Groupe d'épicéas en Tchéquie, Europe centrale.
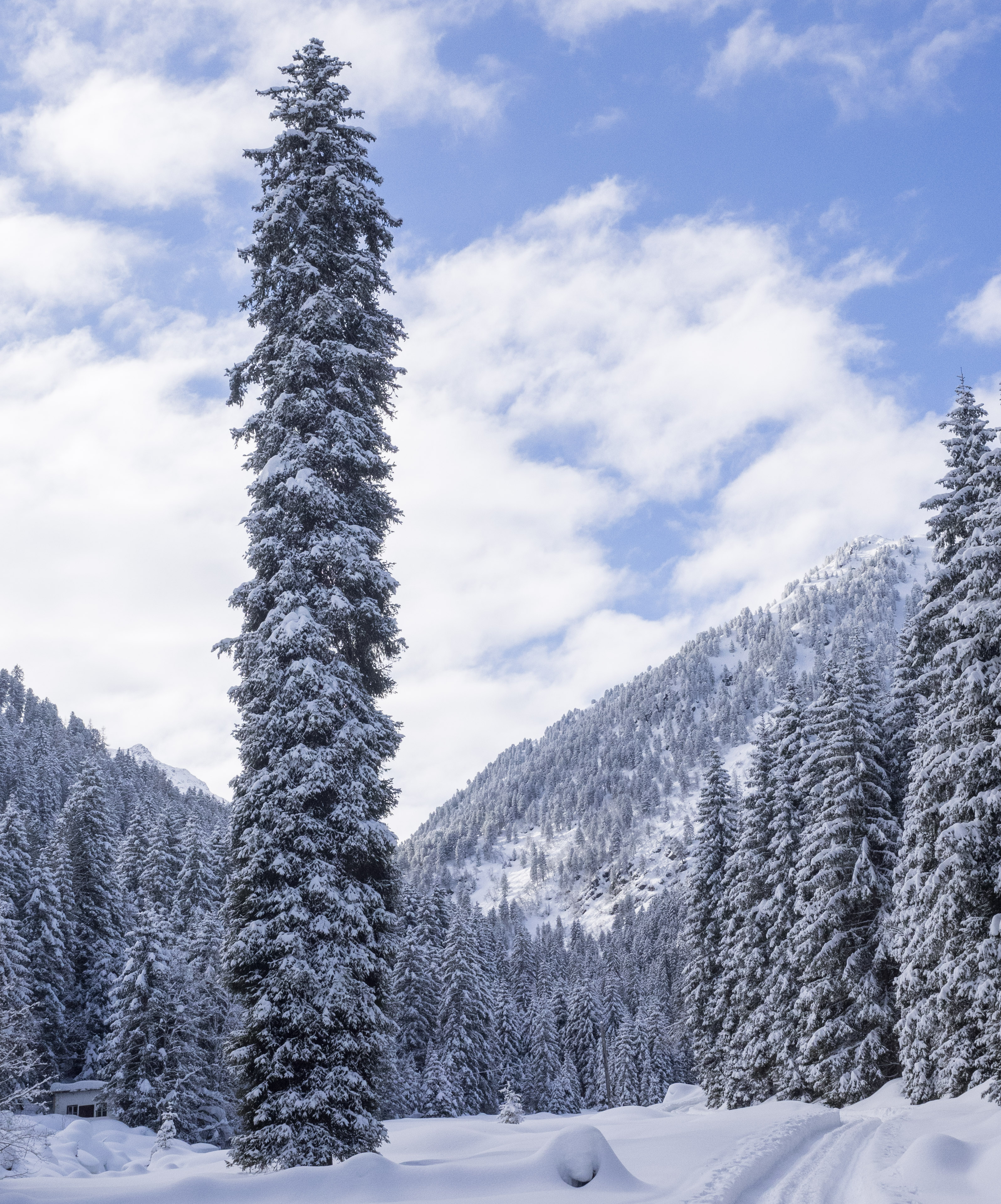
Pessière dans les Alpes autrichiennes.
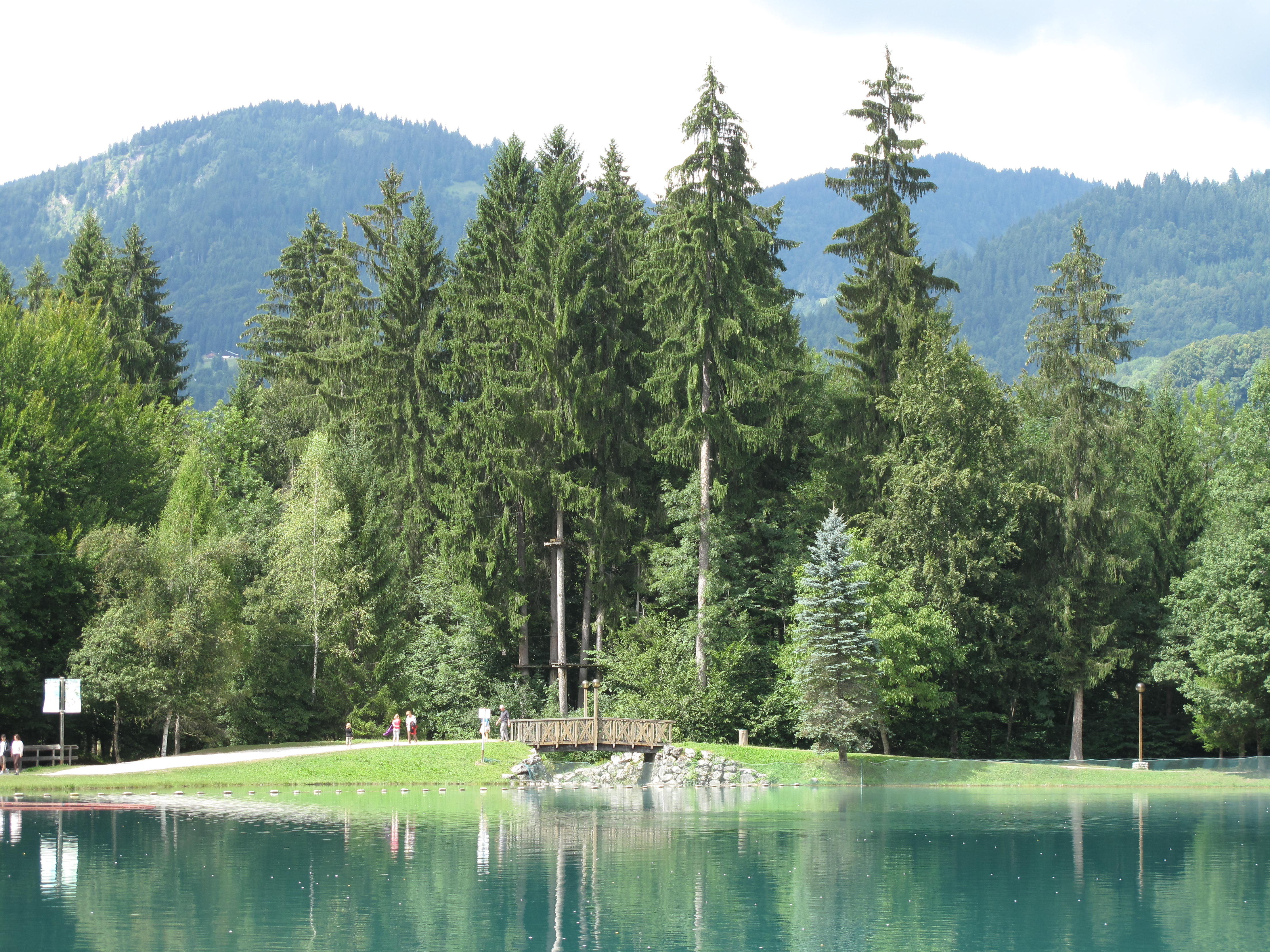
Des épicéas en France, Samoëns, Haute-Savoie.
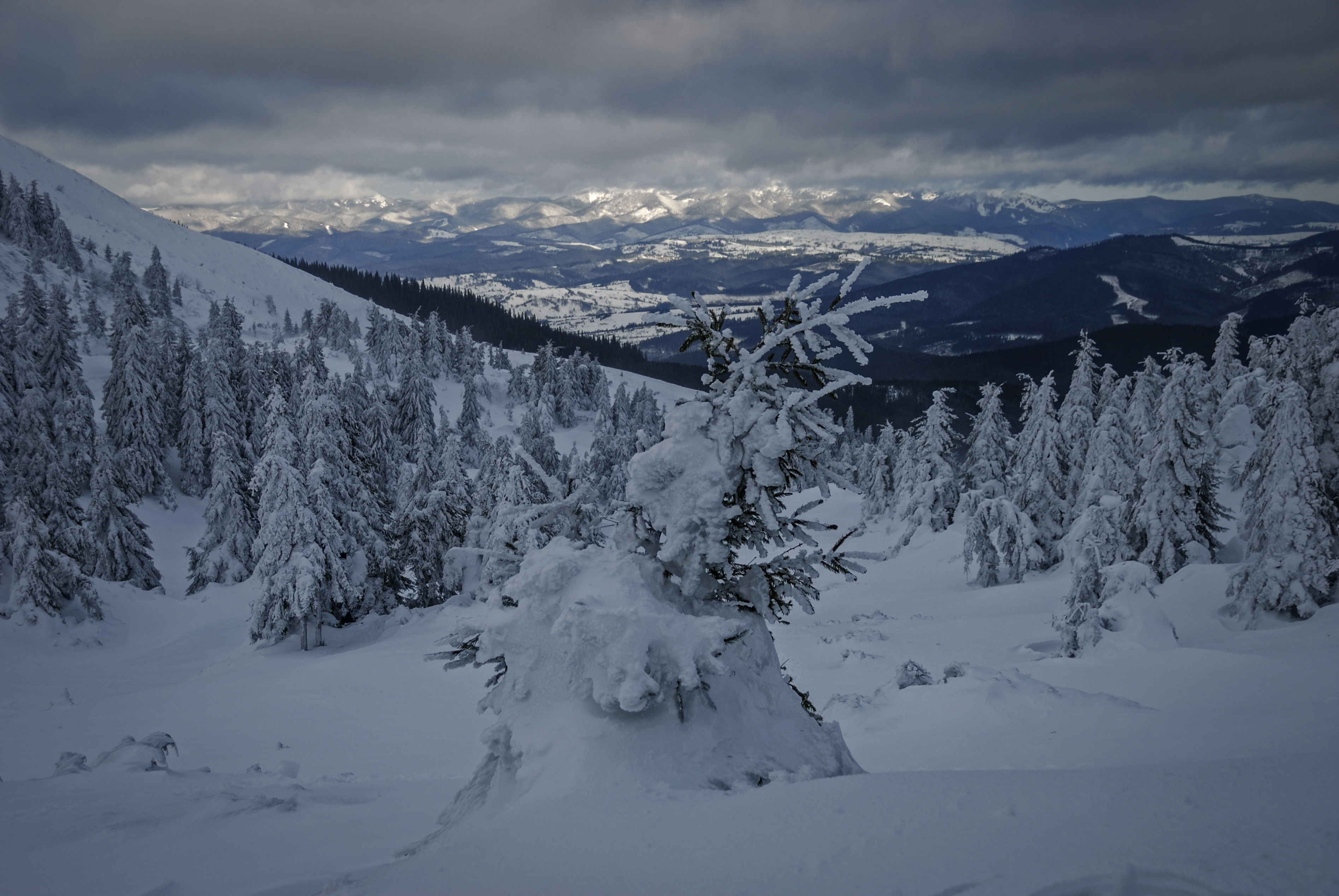
Épicéas dans les Carpates ukrainiennes.

### Exigences
D'un tempérament robuste, cette espèce est plutôt héliophile, mais tolère temporairement un ombrage dans sa jeunesse. Très résistant au froid (il est présent au nord du cercle polaire Arctique), c'est un arbre qui craint peu les gelées printanières en raison de son débourrement tardif (contrairement au Sapin pectiné qui, lui, les craint beaucoup). En revanche, il craint la grande chaleur, laquelle altère ses racines peu profondes, ce qui en fait une proie facile pour le scolyte et facilite les déracinements en série par les intempéries.
L'épicéa préfère les sols frais et acides, mais tolère les sols calcaires. Il tolère les sols superficiels en raison de son enracinement traçant, mais il est en conséquence sensible aux chablis. Il tolère aussi les sols hydromorphes (tourbières) où sa croissance est cependant plus faible. Il préfère les climats humides, mais peut supporter la sécheresse de l'air si le sol est frais, cependant nettement moins bien que le Sapin pectiné.

### Distribution
L’épicéa commun est indigène à l’Europe. On le retrouve dans l'ouest de l'Europe — dans les Alpes, le Jura, les Vosges —, mais aussi en Suisse, en Autriche, en Allemagne, en Pologne, en République tchèque (massifs montagneux) ; dans le sud-est des Balkans, les Carpates, dans le nord-est des Pays baltes jusqu’à la Scandinavie et la partie européenne de la Russie.
Selon Vidakovic (1991), il existerait trois zones distinctes, correspondant aux différentes variétés :
- Zone alpine : Jura, Vosges, Alpes, Alpes dinariques, à partir de 400-800 mètres jusqu’à la limite supérieure de la forêt (jusqu’à 2 200 mètres d’altitude dans les Alpes[6]) , où il forme des peuplements en mélange avec le hêtre et le sapin à l’étage montagnard et un peuplement dominant à l’étage subalpin, où se mêle parfois d’autres conifères tel le mélèze ou quelques pins.
- Europe centrale : Carpates, reliefs allemands (Bavière, Thuringe, Sudètes), tchèques, Tatras, Bohême, Transylvanie (à partir de 800-900 mètres d’altitude) ; où il se mélange surtout avec le sapin pour devenir plus haut un peuplement pur, en Europe de l’Est, l’épicéa commun dépasse 60 mètres, des spécimens de 69 mètres ont déjà été attestés[réf. nécessaire].
- Zone septentrionale : Pays baltes, Nord de la Pologne, Biélorussie, Russie européenne, Finlande, Suède, Norvège où il se mêle à l’aire de Picea obovata par des formes de transitions. Il forme des peuplements purs en basse altitude jusqu’à la limite supérieure de la forêt, les arbres de cette zone ne dépassent que rarement 35-40 mètres de haut.

En France, l’Épicéa commun peuple spontanément les Vosges (entre 600 et 1 300 mètres), le Jura (entre 800 et 1 700 mètres) et les Alpes du Nord (de 300-400 mètres jusqu’à 2 200 à 2 500 mètres) et localement dans les Alpes du Sud. Il a largement été introduit en plaine, mais surtout dans les Pyrénées, le Massif central et la Corse. Ses plus beaux peuplements se situent surtout en zone spontanée, dans les Vosges (en particulier la forêt domaniale de Haute-Meurthe), le Jura (Second Plateau, à partir de 1 000 mètres environ) et quelques hautes vallées des Alpes.
En Belgique, l'Épicéa, en provenance des Carpates, a été largement introduit vers 1850 dans le Massif ardennais et au-delà (Hautes Fagnes, Famenne, Condroz…), afin, d'une part, d'accélérer le reboisement de la forêt ardennaise qui avait perdu plus d'un tiers de son peuplement de feuillus durant l'Occupation hollandaise (1815-1830). D'autre part, sa croissance rapide encouragea son usage dans le secteur industriel, alors en plein essor dans cette partie de l'Europe, notamment comme bois de mine (bois de charpente destiné aux galerie de mines, puis aux habitations), mais aussi au renouvellement des pilotis soutenant certaines villes des Pays-Bas, telles Amsterdam et Rotterdam. Plus tard, la rectitude de son tronc sera largement utilisée pour en faire des poteaux soutenant les lignes électriques et téléphoniques qui bientôt allaient couvrir de leurs réseaux l'Europe entière. Actuellement (2011), en Belgique, l'Épicéa est le résineux le plus vendu et exporté, tant en bois d'œuvre qu'en « sapins de Noël ».
Il a été planté massivement à partir de la deuxième moitié du XIXe siècle notamment en Allemagne et en Wallonie, au point de représenter en 2021 30 % de la forêt wallonne.

## Statuts de protection, menaces
L'espèce n'est pas considérée comme étant menacée en France. En 2021 elle est classée Espèce de préoccupation mineure (LC) par l'UICN.
Elle est toutefois considérée Quasi menacée (NT), proche du seuil des espèces menacées ou qui pourrait être menacée si des mesures de conservation spécifiques n'étaient pas prises, dans l'ancienne région Lorraine.

### Scolytes ravageurs
Dans la région française du Grand Est, dans le massif des Vosges, les forêts des Ardennes et de la Meuse, l'épicéa est menacé par une épidémie de scolytes, un insecte ravageur, dont les répercussions sont accentuées par les effets des sécheresses et de l'évolution du climat,,.

### Réchauffement climatique
Selon les modélisations d'évolution climatique, l'épicéa, qui a besoin d’une certaine fraîcheur, serait nettement affecté par le réchauffement global et régresserait donc sensiblement en Europe (disparition en France avant que le réchauffement global atteigne 2°)
.

## Pathologies

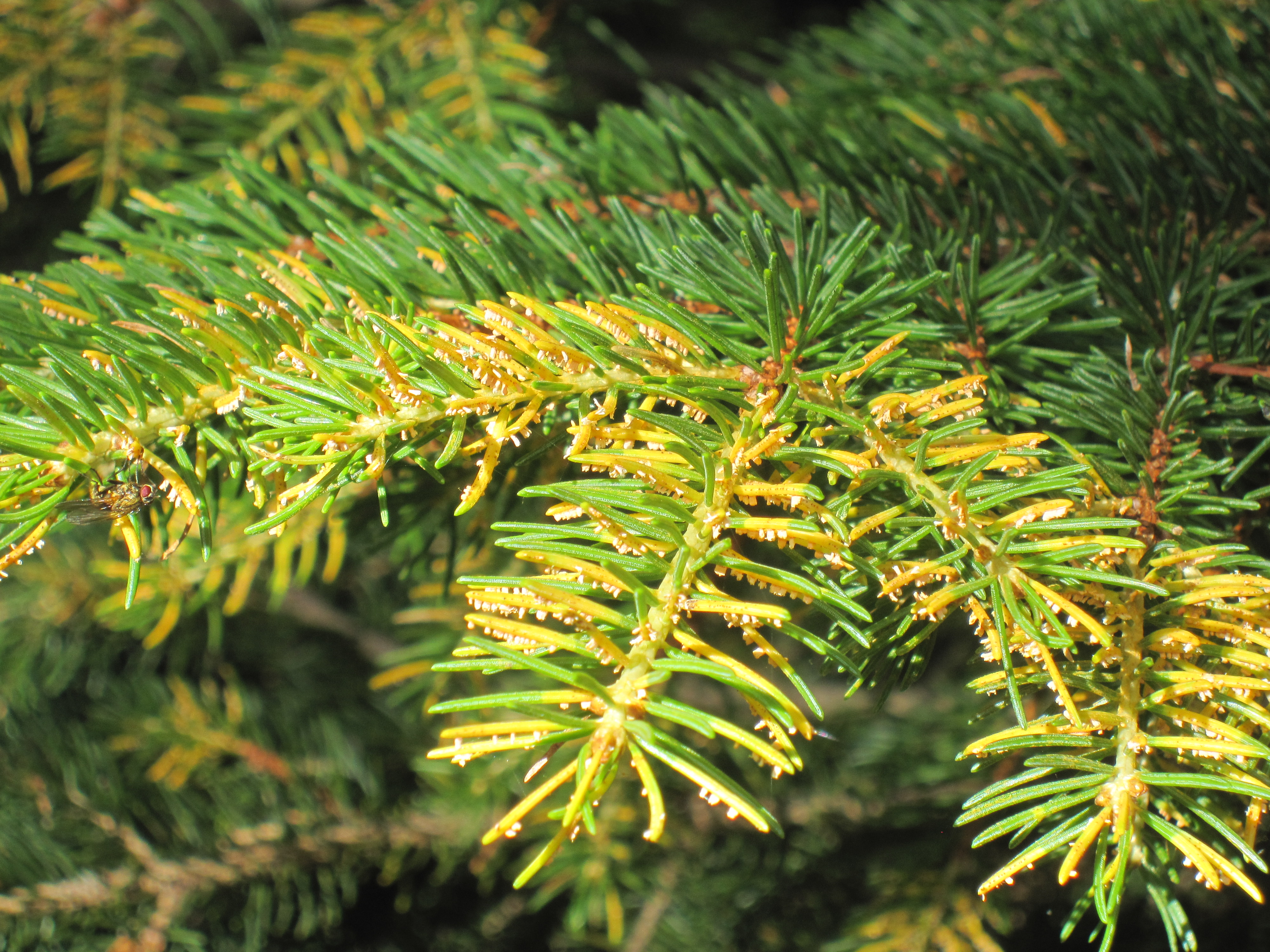
Rouille vésiculeuse.

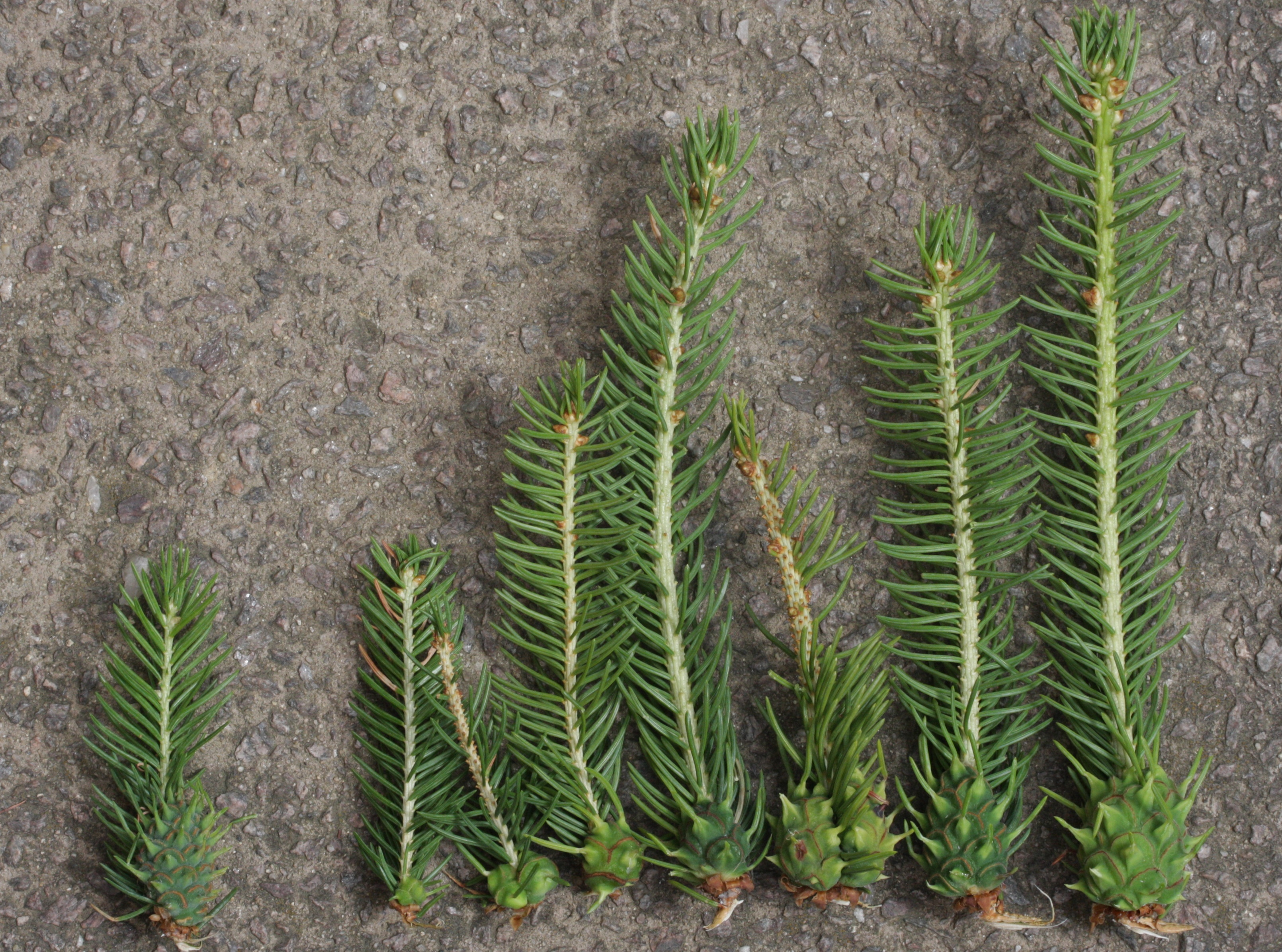
Galles-ananas sur des rameaux d'épicéa commun.

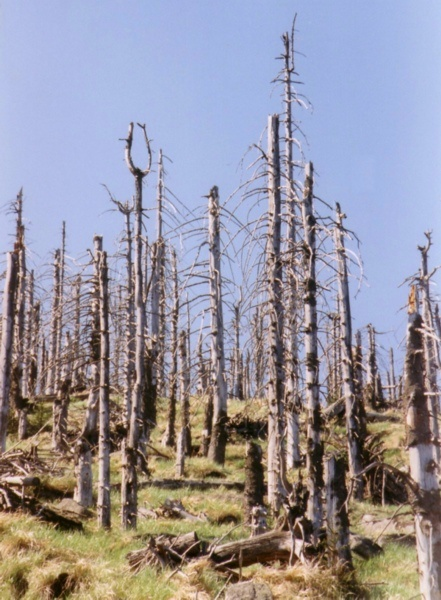
Épicéas tués par des pluies acides.

### Dues aux parasites
L'épicéa commun est sensible aux attaques de champignons, notamment Fomes annosus (maladie du rond) et Armillaria gallica, transmise par les racines. Plusieurs sortes de rouilles peuvent attaquer cet épicéa, comme la rouille vésiculeuse (due à Chrysomyxa ledi var. rhododendri, sur les aiguilles de l'année) ou la rouille annulaire (Chrysomyxa abietis, sur les aiguilles formées l'été précédent). Ses cônes peuvent être colonisés par de minuscules ascomycètes nommés Phragmotrichum chailletii.
L’épicéa commun est également sujet aux attaques de différentes espèces d’insectes, notamment des scolytes. Quatre espèces de cette famille s'attaquent à cet arbre, dont le bostryche typographe (Ips typographus), le scolyte chalcographe (Pityogenes chalcographus) et les hylobes. La « galle ananas » sur les rameaux est provoquée par des pucerons (Sacchiphantes viridis, ou autres espèces du genre Adelges).
Les épicéas se défendent normalement contre les attaques de scolytes en produisant de la résine, ce qui n'est pas possible en cas de déficit hydrique.
À la suite des plantations massives d'épicéas et d'un temps plus sec, les plantations d'épicéas sont dévastées par les scolytes. À partir de 2018, on constate une Crise des scolytes en France et en Belgique.

### Dues à des pratiques culturales
Les épicéas communs poussant en lisière de coupe-rase craignent un stress hydrique, et surtout des « coups de soleil », favorisant alors la pullulation de scolytes. Les blessures peuvent également altérer le bois et provoquer des pourritures.

## Systématique

### Taxonomie
L’épicéa commun est un Pinaceae appartenant au genre Picea (Lindl.) (sous-genre Picea, section Picea). Outre la proximité de l’espèce avec Picea obovata (Ledeb.), il est admis généralement que l’espèce est proche de l’épicéa de Chine, Picea asperata (Masters), et de l’épicéa de l’Himalaya, Picea smithiana (Wall.)[réf. nécessaire].
L’épicéa commun est apte à pousser sur de nombreux types de sol (même sur du calcaire et de la tourbe) et à différentes altitudes. Il existe différentes variétés et formes. Ainsi, en Europe, la couleur des fleurs femelles fécondées, avant de mûrir, varie selon les formes :
En basse altitude : f. chlorocarpa (Purk.) : cônes immatures verts ;
En haute altitude : f. erythocarpa (Purk.) : cônes immatures rouges ;
Forme intermédiaire : f. dichroa (Domin.) : cônes immatures vert-rougeâtre.

### Sous-espèces et variétés
Les scientifiques modernes acceptent deux sous-espèces d’épicéa commun, l’une croissant sur dans partie orientale de l’aire de répartition, de la Finlande jusqu’à la mer d'Okhotsk, nommée Picea abies subsp. obovata (Ledeb.), considérée parfois comme espèce à part entière (épicéa de Sibérie) et l’autre poussant dans la partie occidentale de l’aire, en Scandinavie, en plaines baltes et massifs européens, nommé Picea abies subsp. abies. Une forme hybride stabilisée croît à la limite de l’aire de répartition des deux sous-espèces, Picea abies nothosubsp. fennica (Regel.), considérée tantôt comme variété de P. abies subsp. abies, tantôt comme une de P. abies subsp. obovata.
Outre la différence de couleur des jeunes cônes, variant avec les régions et l’altitude, la grande variation de forme et de taille des cônes a conduit les scientifiques à créer une douzaine de variétés, dont trois sont actuellement reconnues comme valides (M. G. Tjoelker, A. Boratynski, W. Bugala, 2007) :

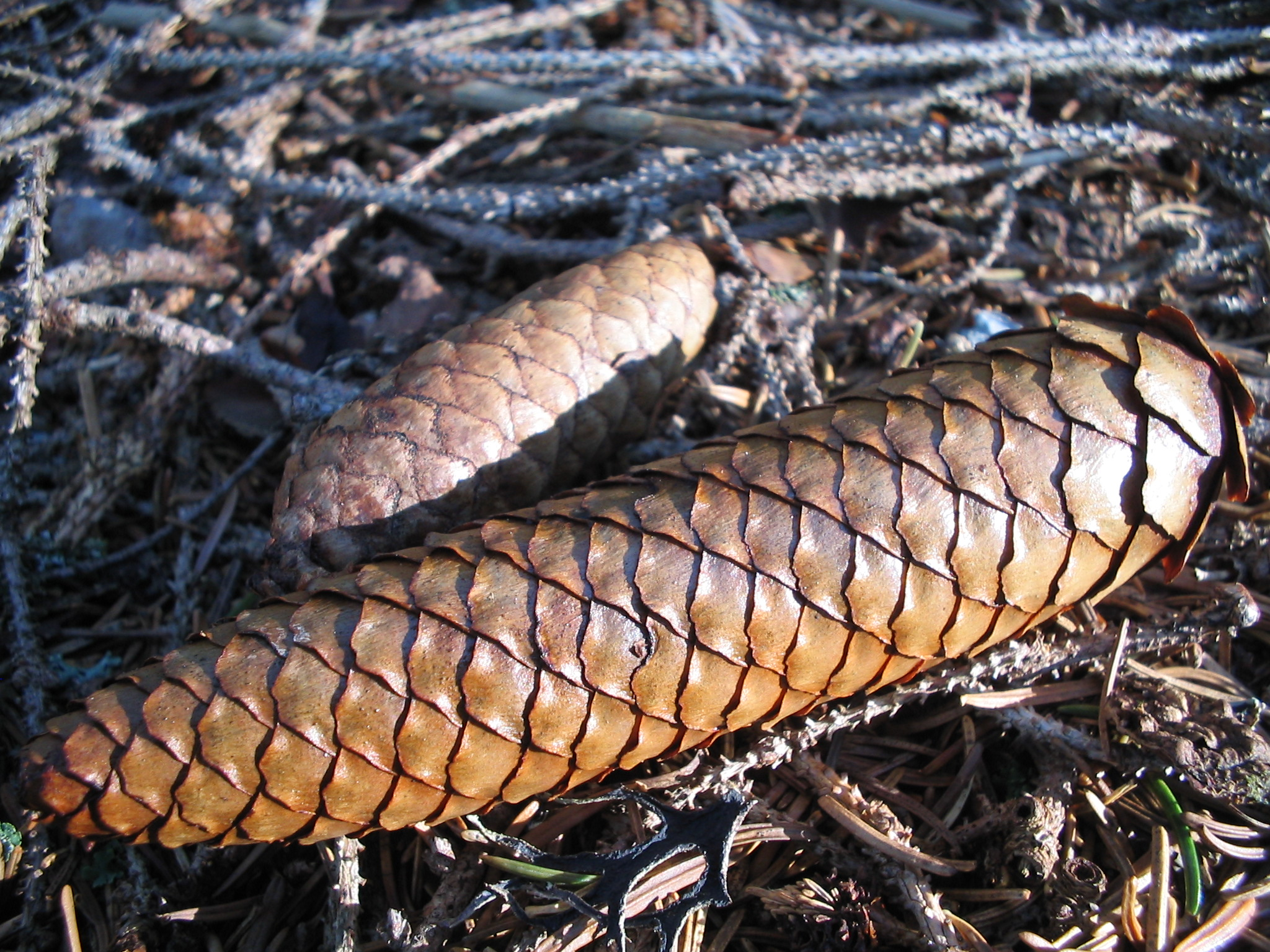
Cônes de var. europaea.

Picea abies subsp. abies var. europaea (Tepl.) [syn. Picea excelsa (Link.), var. germanica (Lindq.), var. vulgaris (Loudon), var. nigra (Loudon), var. montana (Asch. & Graebn.), var. carpathica (Loudon), var. communis (Loudon)] : cônes de 12-18 cm, écailles différant selon l’altitude, pointe bombée en basse altitude, plus arrondie en haute altitude. C’est la variété « type », présente dans une grande partie de l’Europe, en montagne dans l’Est et le Sud-Est et en plaine dans le Nord-Ouest et en Scandinavie.
Picea abies subsp. abies var. acuminata (Beck.) : cônes généralement plus longs (15-20 cm). Écailles formant un long bifide recourbé vers l’intérieur. Variété présente en Europe de l’Est (Balkans, Carpates) jusqu’en Allemagne de l’Est.
Picea abies subsp. abies var. alpestris (Bruegger) [syn. Picea alpestris (Stein), Picea obovata var. alpestris (Brügger)] : cônes trapus, assez courts (8-12 cm). Écailles arrondies. Rameaux de l’année précédente légèrement pubescents. Aiguilles quadrangulaires bleutées en raison de la forte concentration de stomates. Variété relique de l’époque glaciaire des Alpes suisses (Oberland bernois, Grisons), autrichiennes (Tyrol), des Sudètes et des Carpates (entre 1500 et 2200 mètres d’altitude), dont le bois est d’excellente qualité. Variété parfois considérée comme plus proche de la sous-espèce obovata, semblable à Picea fennica.
- Formes naturelles

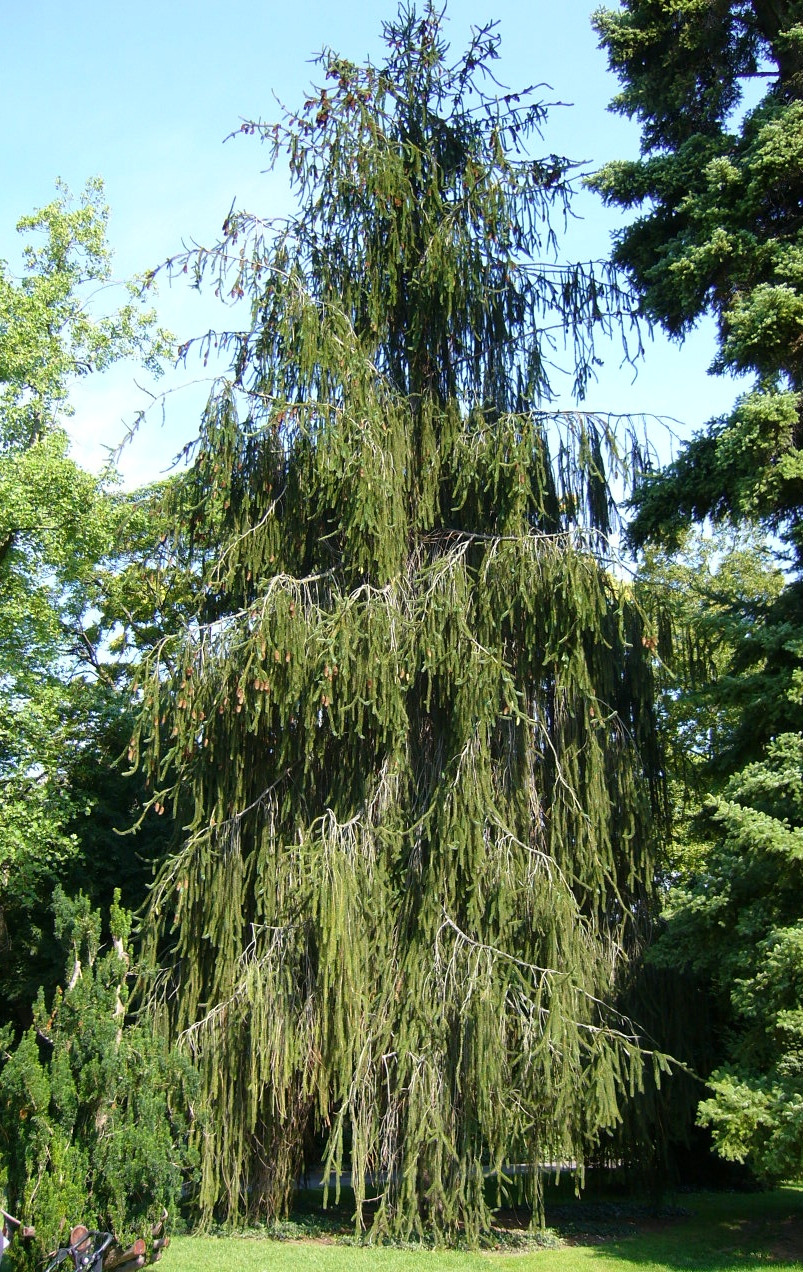
f. virgata.

En raison de la grande étendue de l’aire de répartition de Picea abies subsp. abies, on trouve différentes formes naturelles d’épicéas communs. En voici quelques-unes, assez fréquentes :
f. columnaris : épicéa columnaire : 20-25 m maximum, branches courtes, denses, plaquées au tronc ;
f. pendula : épicéa pleureur : port très variable, dense en pendant ;
f. globosa : épicéa en boule : port « normal » jusqu’à la cime, qui est dense, en « boule » ;
f. nidiformis : épicéa en nid : un mètre maximum, très dense, en boule ;
f. viminalis : 20-30 mètres, fréquent dans les régions nordiques et en montagne, branches horizontales, feuilles dispersées sur le rameau, feuillage donc très clair ;
f. virgata : épicéa-serpent : proche de la forme précédente, feuillage clair, pendant.

## Utilisations

### Sylviculture

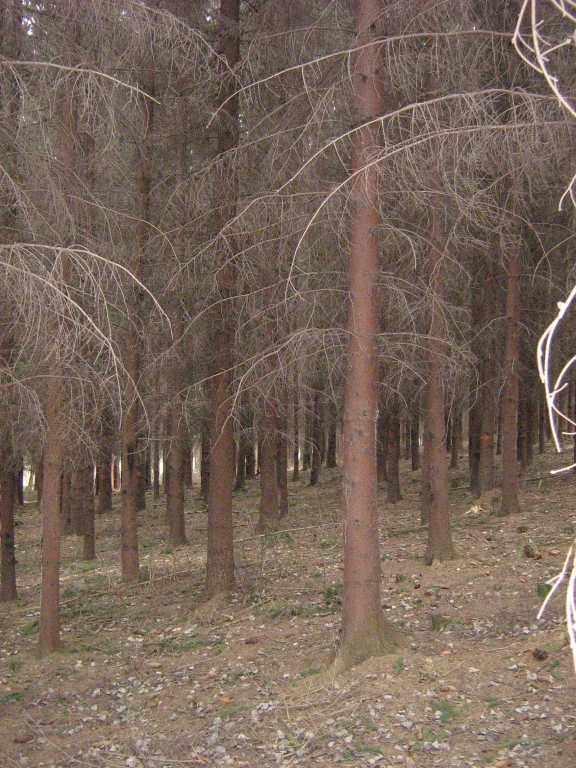
Épicéas en monoculture.

L’épicéa commun fournit un bon bois; c’est pour cela qu’il est largement planté dans toute l’Europe en futaie régulière pour la production. Après une coupe rase d'une parcelle forestière, on plante des jeunes épicéas issus de pépinières à intervalles réguliers. La norme actuelle fixe l'écart entre les sujets à 2,50 m[réf. nécessaire]. Au fur et à mesure de la croissance, la densité des arbres fait qu'ils s'élaguent naturellement, ce qui minimise le nombre de nœuds dans le futur bois d'oeuvre. Des éclaircies ont lieu pendant ce laps de temps pour optimiser la croissance. La maturité pour la production de grumes est acquise à environ 60 ans. En montagne, il est traité en futaie irrégulière (dit autrement : en futaie jardinée, c'est-à-dire que les peuplements sont composés de sujets d'âges différents) ayant pour rôle la production et la protection des milieux (avec d’autres essences). En zone touristique, il est dit que les forêts peuvent servir de recréation pour le paysage, ce qui influence la sylviculture sur plusieurs points[Lesquels ?].

### Bois

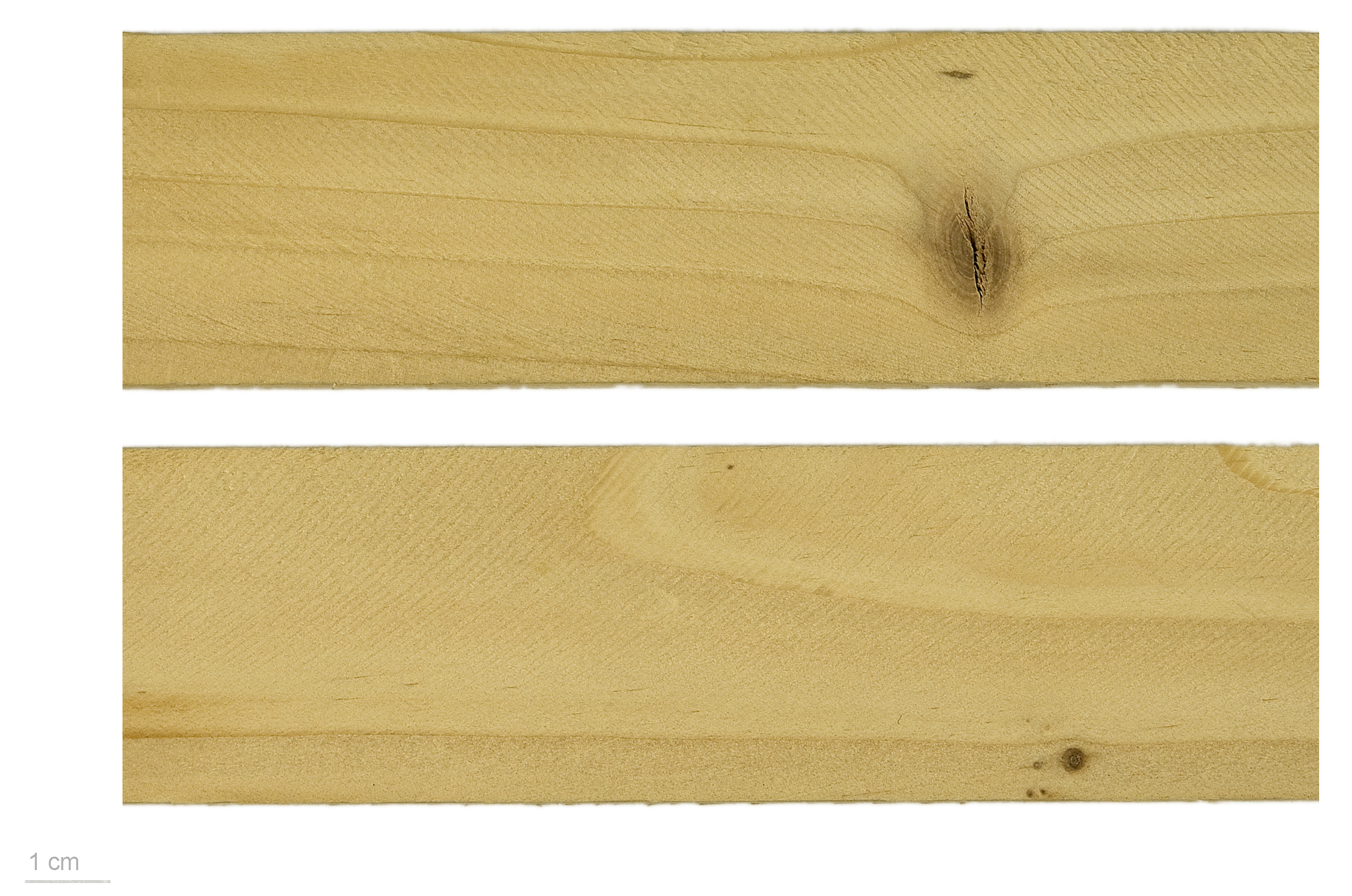
Picea abies - Muséum de Toulouse.

Le bois d’épicéa commun est blanc (aubier non différencié). Une fois scié, on le distingue difficilement du sapin (le bois blanc crème de l'épicéa est plus brillant, avec des canaux résinifères normaux mais parfois difficiles à voir) et porte cette dénomination. Dans le commerce, le bois d'oeuvre n'est pas identifié en tant qu'épicéa, mais en tant que « sapin ». Les billons de faible diamètre sont surtout destinés à l'industrie (pâte à papier, panneaux de fibres, emballage, coffrage) ; les grumes sont transformées en bois de charpente. Toutefois, si les accroissements sont fins et le bois tendre, donc de haute qualité, il servira à la menuiserie, au placage, au déroulage, à la fabrication de poteaux et de perches, mais aussi à la lutherie pour les plus beaux bois. Les chutes de scierie (dosses et sciures) sont soit transformées en granulés pour le chauffage, soit en plaquettes forestières (chauffage industriel ou méthanisation).

### Pharmacopée

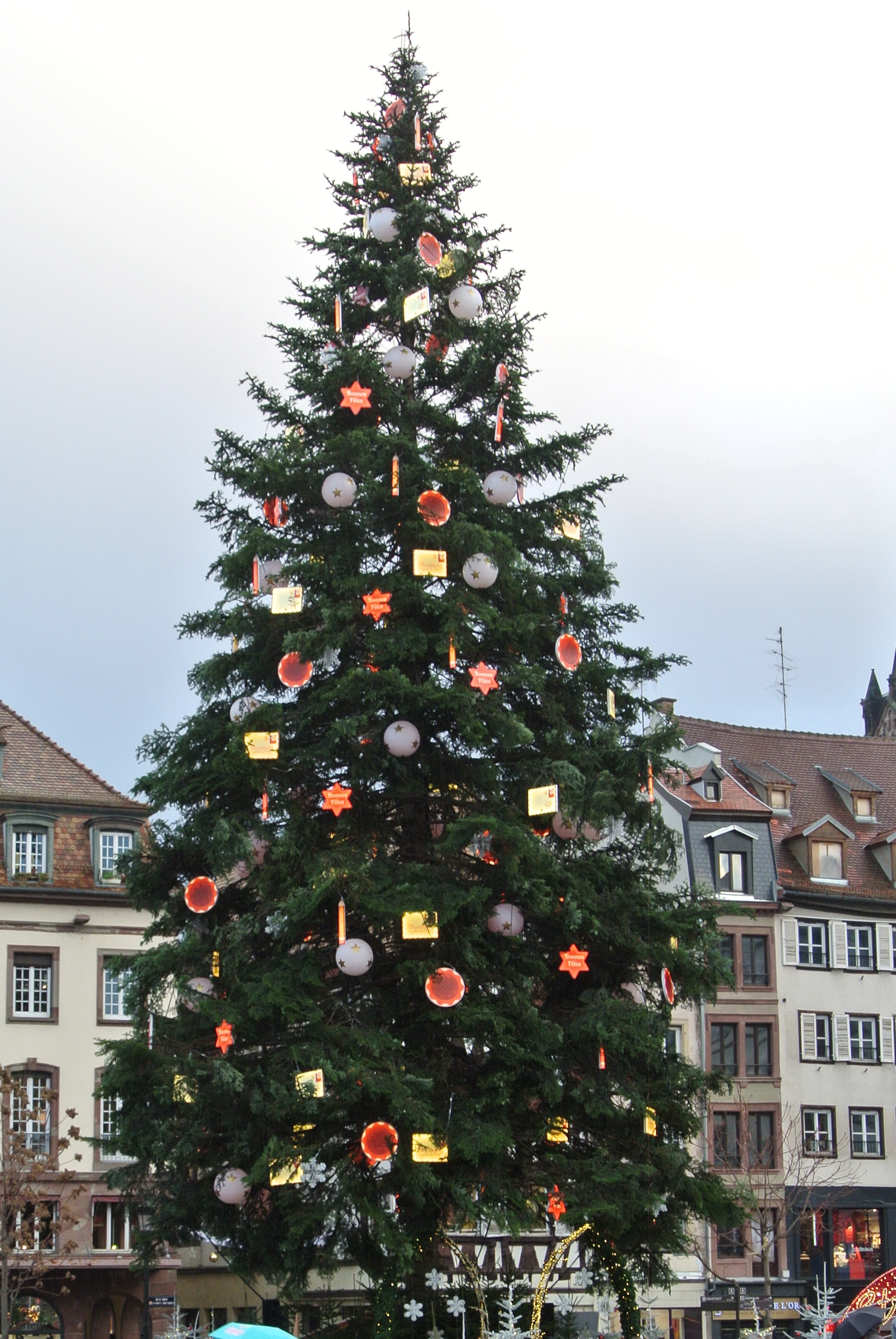
Grand sapin de Noël de Strasbourg, 2018.

L’épicéa commun a des propriétés antiseptiques, balsamiques, expectorantes, sédatives, antiphlogistiques et antibiotiques. La poix de bourgogne est obtenue par incision du tronc (résine). La distillation de la poix fournit l’essence de térébenthine, qui sert à la préparation d’onguent topique.

### Ornement
L’épicéa commun est souvent utilisé en ornement ; les différentes formes naturelles ont été sélectionnées pour former des cultivars, dont les plus fréquents sont ‘cupressina’, ‘inversa’, ‘argentea’, ‘aurea’, ‘cranstonii’, ‘nana’ et ‘pyramidalis’. On recense actuellement près de 150 cultivars valides[réf. nécessaire].
Dans certaines régions, il a aussi servi d'arbre à haie en plantation dense, à la façon des thuyas.

### Traditions
Considéré par les Celtes comme « l'arbre porteur de vie », on utilise traditionnellement l’épicéa commun comme sapin de Noël, bien qu'il perde ses aiguilles rapidement et qu'il soit un peu piquant. Pour ces raisons, il cède peu à peu sa place au sapin de Nordmann (Abies nordmanniana).